# チェディアック・東症候群
チェディアック・東症候群（チェディアック・ひがししょうこうぐん、Chédiak-Higashi syndrome）は、遺伝性免疫疾患のひとつ。
白血球のうち主に好中球の機能異常を認める非常に稀な疾患である。

## 概要
キューバの医師モイゼス・チェディアック（Moises Chediak）と、日本の医師東音高によりヒトの病気として報告された（チェディアックは1954年、東は1956年に報告）。遺伝形式は常染色体性劣性遺伝であり、原因遺伝子は1番染色体上に存在し、この遺伝子は細胞内輸送に関わる情報をコードしていると考えられている。ヒト以外では牛、ミンク、猫、マウスなどで発症する。

## 病態
本症では、好中球の遊走能と消化能の低下を認める。好中球が貪食した病原体を消化できず、好中球のリソソーム内に巨大な顆粒が蓄積する。このため病原体の処理能力が低下し、種々の感染症への抵抗性の低下（易感染性）を示す。
また、顆粒は白血球だけでなく赤血球や血小板やメラニン細胞などにも存在する。このため血小板の機能低下による出血傾向や、メラニン細胞の色素顆粒異常による白斑や白髪、光線過敏症を認める。

## 治療
感染症に対しては予防的に抗生物質の投与が行われる。出血傾向の治療には血小板輸血が有効である。
根治的治療としては、造血幹細胞移植が有力であるとされるが、症例数自体が少ないため、治療が有効であるか否かについての評価が困難である。